# Angelo Masina

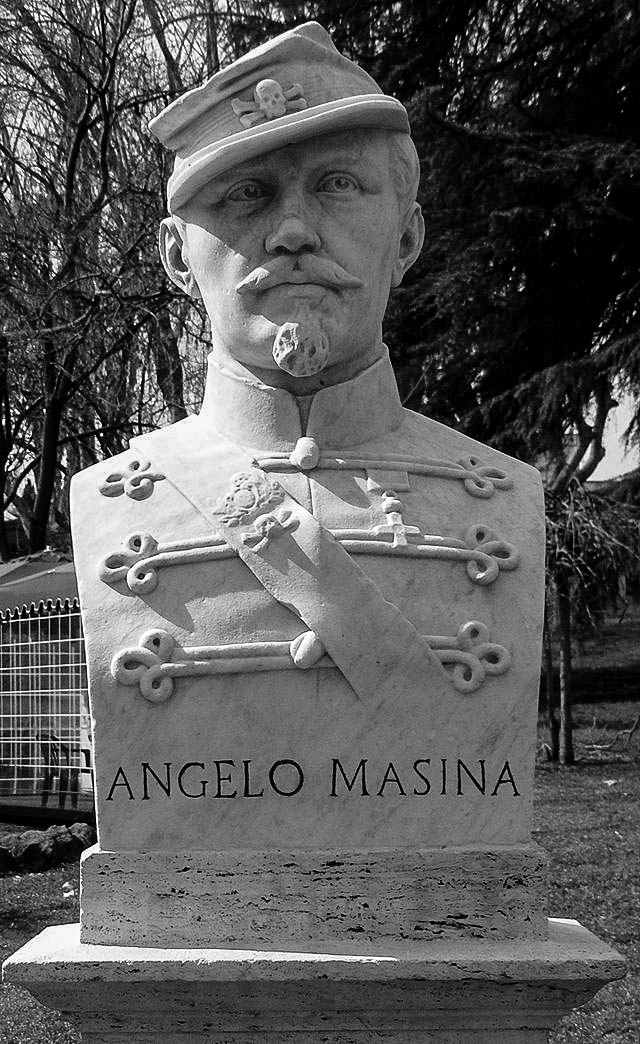
Angelo Masina

Angelo Masina (* 24. September 1815 in Bologna; † 3. Juni 1849 in Rom) war ein italienischer Freiheitskämpfer während des Risorgimento.

## Leben
Anno 1831 kämpfte der 16-jährige Angelo  in der Romagna gegen die Österreicher. Der Kirchenstaat unterdrückte dort die Liberalen mit Härte. Angelo floh nach den Kämpfen vor den Siegern nach Spanien. Erst die Generalamnestie Pius IX. vom 17. Juli 1846 ermöglichte seine Rückkehr nach Italien. 1848 kämpfte Angelo Masina als Freiwilliger wiederum gegen die Österreicher; diesmal in Venetien.
1849 beteiligte sich Masina  mit seinen Lanzenreitern unter dem Kommando General Garibaldis an der erfolglosen Verteidigung der Römischen Republik. Pius IX. hatte aus seinem Gaetaer Exil die Franzosen ins Land gerufen. Garibaldi erlag der Übermacht des anstürmenden Expeditionskorps unter General Oudinot. Der Oberst der Lanzenreiter Angelo Masina fiel am 3. Juni 1849 während der Verteidigung Roms nahe bei der Villa Doria Pamphilj.

## Anmerkung
1. ↑  Die Historikerin Ricarda Huch malt im ersten Teil ihrer Geschichten von Garibaldi die letzten Tage Angelo Masinas aus. Der militärisch begabte Masina stellt Garibaldi fünfzig Reiter, auf eigene Kosten ausgerüstet, zur Verfügung (Huch, S. 135 unten). Garibaldi macht Masina zum Regimentskommandeur (Huch, S. 183 unten). Am 3. Juni will Garibaldi den Palazzo Corsini und das Vascello (ital. Villa del Vascello) halten. Er befiehlt Masina den ersten Angriff (Huch 189 unten). Ricarda Huch schreibt: „Vor der breiten Freitreppe angekommen, drehte Masina sich um, rief mit lauter Stimme: ›Mir nach!‹ und gab seinem Pferde die Sporen, worauf es stolz und prächtig wie ein Pfau die flachen Stufen hinaufstieg. Gegen die Jäger, die aus ihrem Versteck hervorkamen und sich ihm entgegenwarfen, verteidigte er sich eine Weile mit dem Säbel; aber währenddessen trafen ihn mehrere Kugeln so, daß er, augenblicklich tot, auf der Schwelle des Palastes vom Pferde stürzte.“ (Huch, S. 190, 12. Z.v.o.) Die Offiziere melden zunächst den Tod Masinas nicht an Garibaldi weiter, weil sie wissen, was für große Stücke der General auf ihn gehalten hatte (Huch, S. 195, 5. Z.v.u.). Garibaldi trauert um seinen Oberst (Huch, S. 198).